# Шагайда, Степан Васильевич
Степан Васильевич Шагайда (укр. Степан Васильович Шагайда, настоящая фамилия Шагардин; 9 января 1896, село Белоголовы (ныне Тернопольская область, Украина) — 12 января 1938, Харьков) — украинский советский актёр театра и кино.

## Биография
Выступать на сцене начал в годы гражданской войны 1918—1920 в полковом драматическом театре 45-й стрелковой дивизии.
В 1922—1928 годы учился в драматической студии театра «Березиль».
Одновременно с 1922 года выступал на сцене театра «Березиль» в Киеве, с 1926 в Харькове.
С 1924 играл в кино. Снимался в фильмах Курбаса и Довженко.
После ареста Курбаса в 1933 оставался в труппе Украинского драматического театра имени Шевченко в Харькове.
В конце 1937 арестован вместе со многими украинскими кинематографистами и в начале 1938 расстрелян.

## Роли в театре
- Пан («Газ» Кайзера, 1923)
- Серый Волк («Жакерия» Мериме, 1925)
- Лавр («Коммуна в степях» Кулиша, 1925)
- Шмигельский («Савва Чалый» Карпенко-Карого, 1927)

## Роли в кино
- 1924 — Вендетта — дьякон Гордий Святоптицын
- 1926 — Вася-реформатор — Митька Куцый
- 1929 — Жемчужина Семирамиды — запорожец Чапира
- 1929 — Тебе дарю — партизан
- 1930 — Пять невест — офицер
- 1930 — Перекоп — Артём
- 1930 — Хранитель музея — матрос
- 1931 — Кармелюк — Устим Кармелюк
- 1931 — Фронт
- 1931 — Будь на страже
- 1932 — Высота № 5 (Нет таких крепостей)
- 1932 — Иван — отец Ивана
- 1934 — Хрустальный дворец
- 1935 — Аэроград — Степан Глушак
- 1937 — Богатая невеста — парикмахер Сидор Васильевич Балаба
- 1937 — Запорожец за Дунаем — дед
- 1937 — Настоящий товарищ — директор школы